# Pest vármegye turisztikai látnivalóinak listája

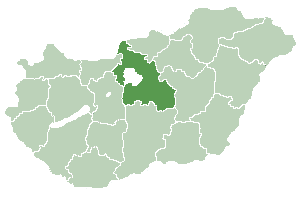
Pest vármegye

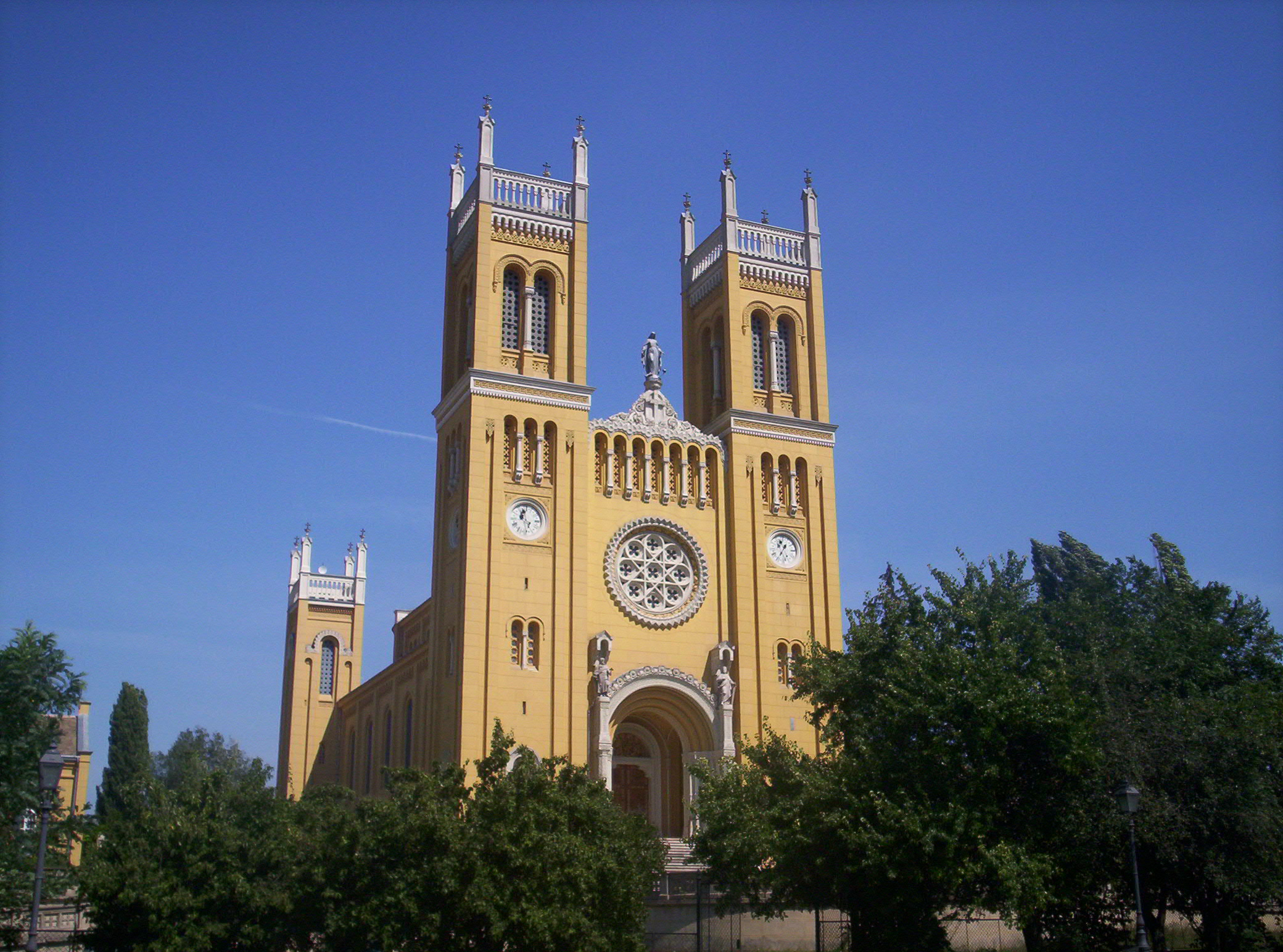
Fóti templom

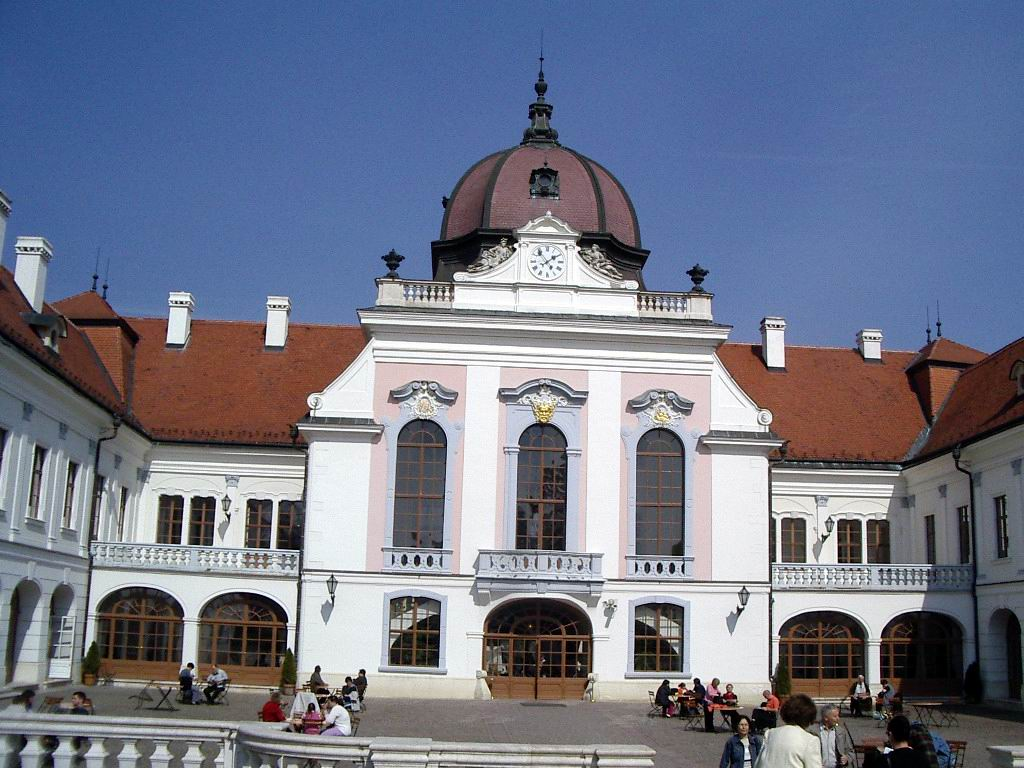
Gödöllői kastély

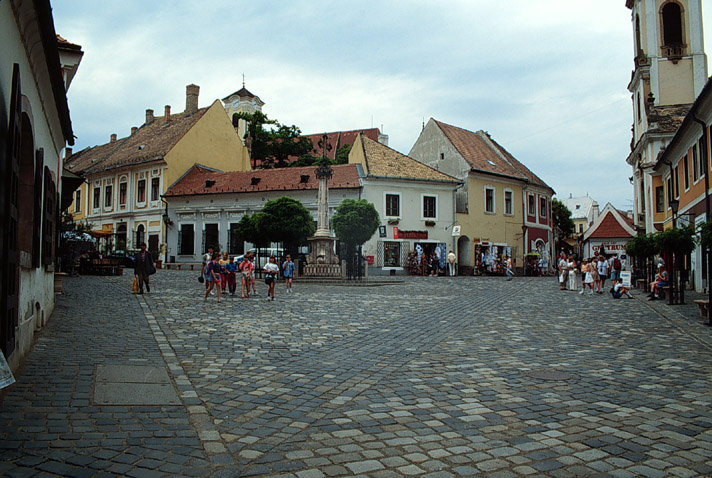
A szentendrei főtér

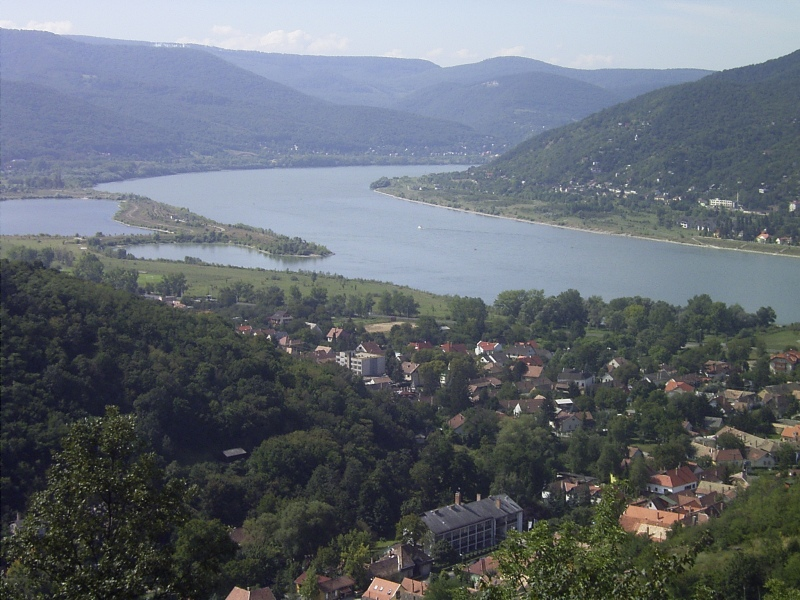
A Dunakanyar a visegrádi fellegvárból

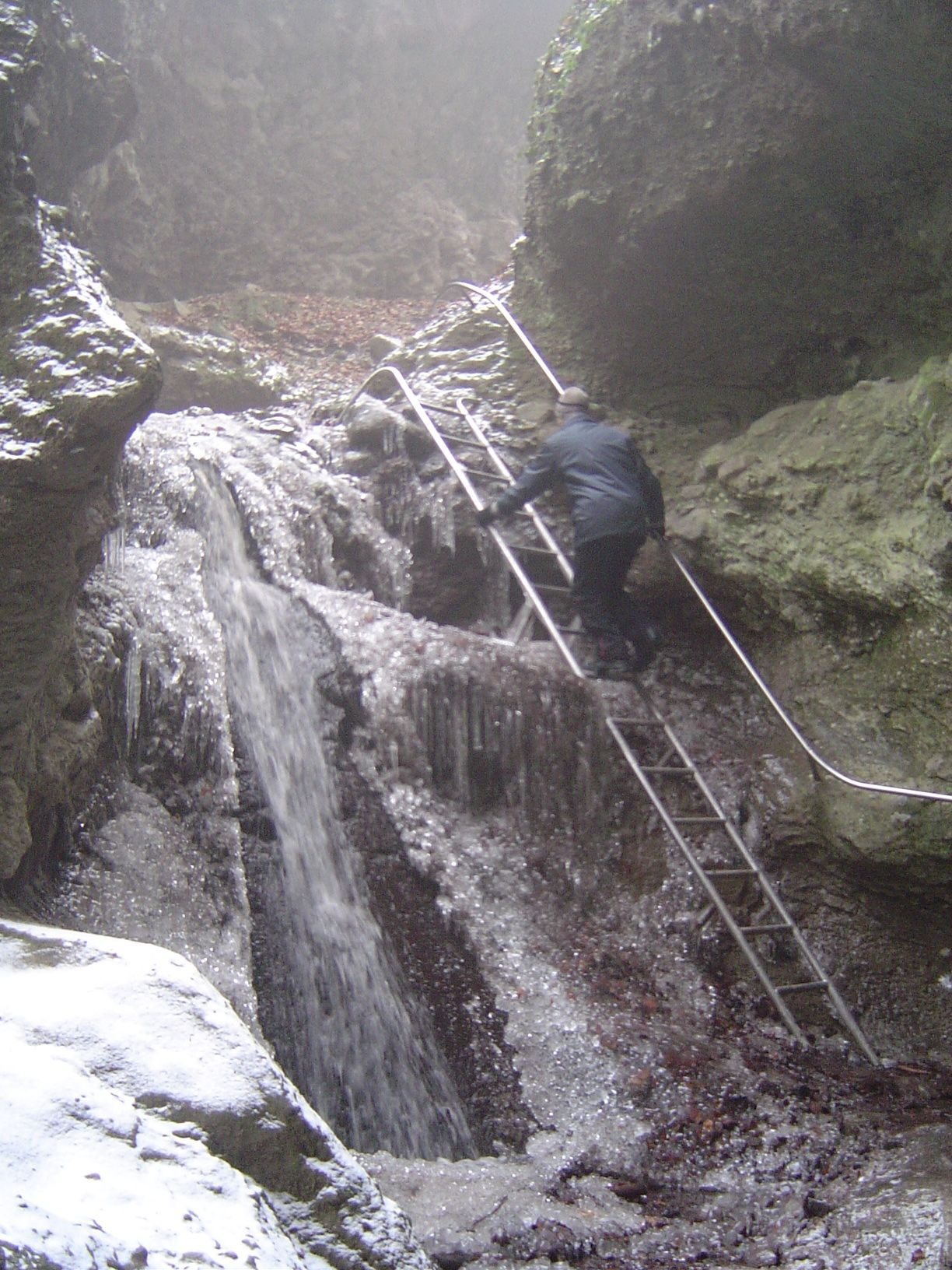
Rám-szakadék

Ez a lista Pest vármegye ismert turisztikai látnivalóit tartalmazza (műemlékek, természeti értékek, programok).

## Budapestkörnyéke
- Budakeszi – Budakeszi Vadaspark
- Érd – Kutyavár
- Fót
  - Katolikus templom
  - Fóti-Somlyó tanösvény
- Nagykovácsi – Nagy-Szénás tanösvény
- Pilisszentiván – Jági-tanösvény
- Pilisszentkereszt – Szurdokvölgyi tanösvény
- Pomáz – Kő-hegy
- Solymár - Jegenye-völgyi-vízesés

## Gödöllő
- Gödöllői Királyi Kastély
- Gödöllői arborétum, benne a Gödöllői Erdei Vasúttal
- Máriabesnyői Nagyboldogasszony Bazilika – kapucinus kegyhely

## Szentendre
- Barokk főtér: Szentháromság-szobor, szerb templom
- Templom-domb: gótikus katolikus templom és 18. századi városkép
- Szerb püspöki székesegyház (Szentendre)

## Vác
- Fehérek temploma
- Váci püspöki székesegyház
- Váci diadalív
- Gyadai Tanösvény (Naszály-hegy)
- Ártéri Tanösvény

## Visegrád
- Visegrádi vár Magyarország egyik legszebb panorámájával
- Visegrádi királyi palota
- Salamon-torony
- Ördögmalom-vízesés
- Mogyoróhegyi Természetismereti Tanösvény

## Más települések
- Albertirsa – gyurgyalagos
- Apaj – Apajpuszta
- Biatorbágy – viadukt (az 1931-es hírhedt merénylet színhelye)
- Cegléd – Szent Kereszt Felmagasztalása templom
- Csévharaszt – ősborókás
- Kemence – Kemencei Erdei Múzeumvasút
- Farmos – Sziki Tanösvény
- Monor - Monori Pincefalu
- Nagybörzsöny – aranybányászház, vízimalom és erdei kisvasút
- Ócsa
  - Román stílusú református templom
  - Ócsai Tájvédelmi Körzet (ősláp és Selyem-réti tanösvény)
- Pilisszentkereszt – Dobogó-kő
- Pusztavacs – Magyarország földrajzi középpontja (természetvédelmi terület)
- Ráckeve
  - Gótikus stílusú szerb templom
  - Savoyai-kastély
- Százhalombatta – ókori halomsírok
- Szigetszentmiklós – Magyar Rádió Lakihegyi adótornya
- Szokolya (Börzsöny) – Királyréti Erdei Vasút
- Tápiógyörgye – Bíbic Tanösvény, Fülemüle Tanösvény
- Tápióság – Gólyahír Tanösvény
- Tápiószele – Fehér Gólya Tanösvény
- Tápiószentmárton
  - Attila-domb
  - Nőszirom Tanösvény
- Tura - Schossberger-kastély (csak részben látogatható)
- Vácrátót – Vácrátóti arborétum
- Veresegyház
  - Veresegyházi Medveotthon
  - Veresegyházi-tavak Tanösvény
- Zsámbék – középkori premontrei templom romja

## Természeti látnivalók
- Gödöllői Dombvidék Tájvédelmi Körzet
- Tápió–Hajta Vidéke Tájvédelmi Körzet
- Visegrádi-hegység – Holdvilág-árok és Rám-szakadék